# 厚生基金會
財團法人厚生基金會是中華民國以醫療保健、社會福利及環境保護為主的財團法人，於1990年12月由時任立法委員的黃明和所創辦，並且主辦以表揚醫療人員貢獻的醫療奉獻獎。
厚生基金會的「厚生」一詞出自尚書大禹謨：「正德、利用、厚生、惟和。薄徵徭、輕稅賦、不奪農時，令民生計溫厚、衣食豐足，謂之厚生。」

## 外部連結
- 厚生基金會 （页面存档备份，存于）